# Ламурет, Антуан Адриан
Антуан-Адриен Ламурет (фр. Antoine-Adrien Lamourette; 31 мая 1742 — 11 января 1794, Париж) — французский прелат и государственный деятель. Конституционный епископ Лиона с 27 марта 1791 по 11 января 1794.

## Биография
Был членом конгрегации лазаристов и главным викарием в Аррасе. Ламурет соединял искреннюю веру с наклонностью к философским занятиям. Мирабо тесно сблизился с ним и поручал ему писать богословскую часть своих речей, имевших отношение к духовенству. В 1791 году Ламурет был избран конституционным епископом, затем депутатом в Законодательное собрание.
Здесь он прославился так называемый baiser Lamourette — братским поцелуем, которым он предлагал закончить все партийные распри. Предложение, сделанное им в этом смысле, с необычайной горячностью, 7 июля 1792 года, произвело на собрание сильное впечатление; депутаты наиболее враждебных партий бросились друг к другу в объятия — но на другой же день братский поцелуй был забыт.
Ламурет протестовал против сентябрьских событий 1792 года, принимал участие в контрреволюционных событиях в Лионе (1793) и был казнён во время террора.

## Сочинения
1. Pensées sur la philosophie et l’incrédulité (1786);
2. Pensées sur la philosophie de la foi (1789);
3. Décret de l’assemblée nationale sur les biens du clergé justifié par son rapport avec la nature et les lois de l’institution (1789);
4. Pasteur patriote (1790);
5. Considérations sur l’esprit et les devoirs de la vie religieuse (1795).